# 大山包国家級自然保護区

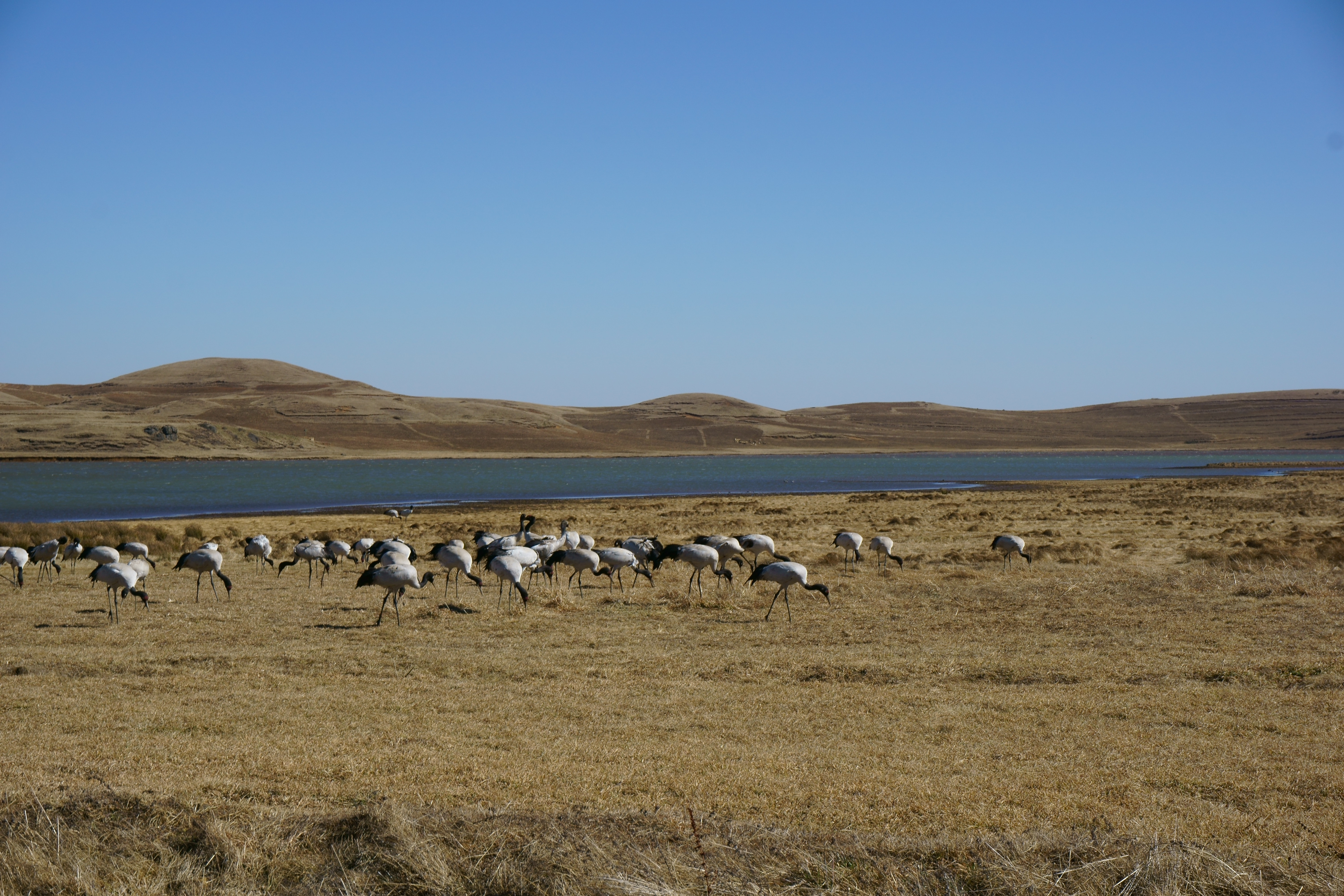
大山包国家級自然保護区

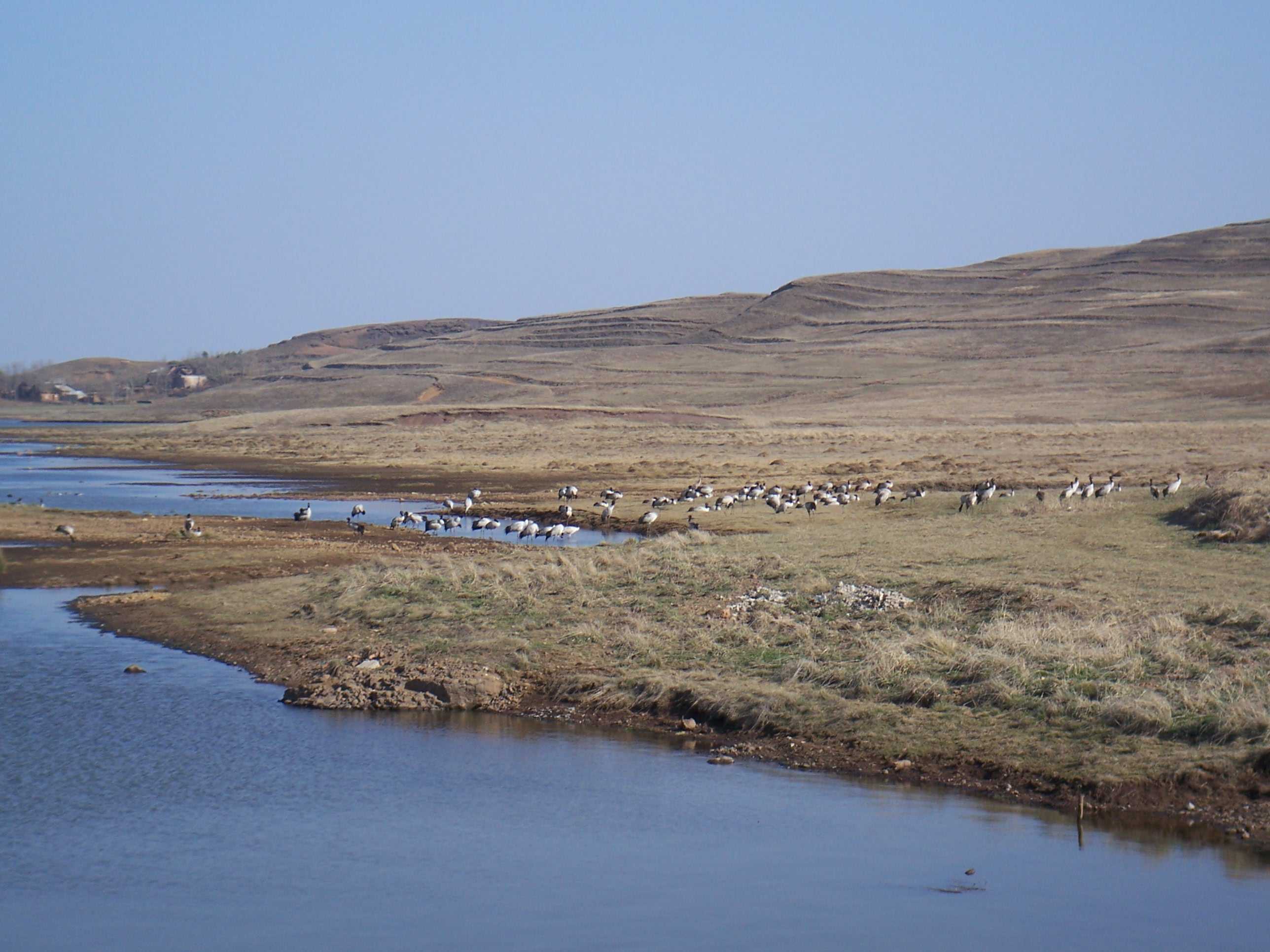
大山包国家級自然保護区

大山包国家級自然保護区（だいさんぽうこっかきゅうしぜんほごく）とは中華人民共和国雲南省北東部の昭通市に位置する中国国立の自然保護区。
大山包は海抜2000〜3000mの高地にある亜高山帯の泥炭地の湿原で、スズメノカタビラ、オオダイコンソウ、ミズガヤツリなどの浅い水域に生息する水生植物が生えており、毎年1000羽前後のオグロヅルが越冬する。これはオグロヅルの総個体数の6分の1を占めることから、大山包が重要な越冬地であることが分かる。その他の多種の渡り鳥の中継地である他、クロヅル、アカツクシガモ、コウライアイサ、ナベコウ、オオハクチョウなどの越冬地としても利用されている。オグロヅルの生態はまだよく分かっていないため、衛星トラッキングでその移動範囲や生息地などの追跡調査が行われている。
オグロヅルを保護するため、2003年大山包は国家級の保護区となり、2004年12月にはラムサール条約登録地となった。